# 2011년 도모데도보 국제공항 테러

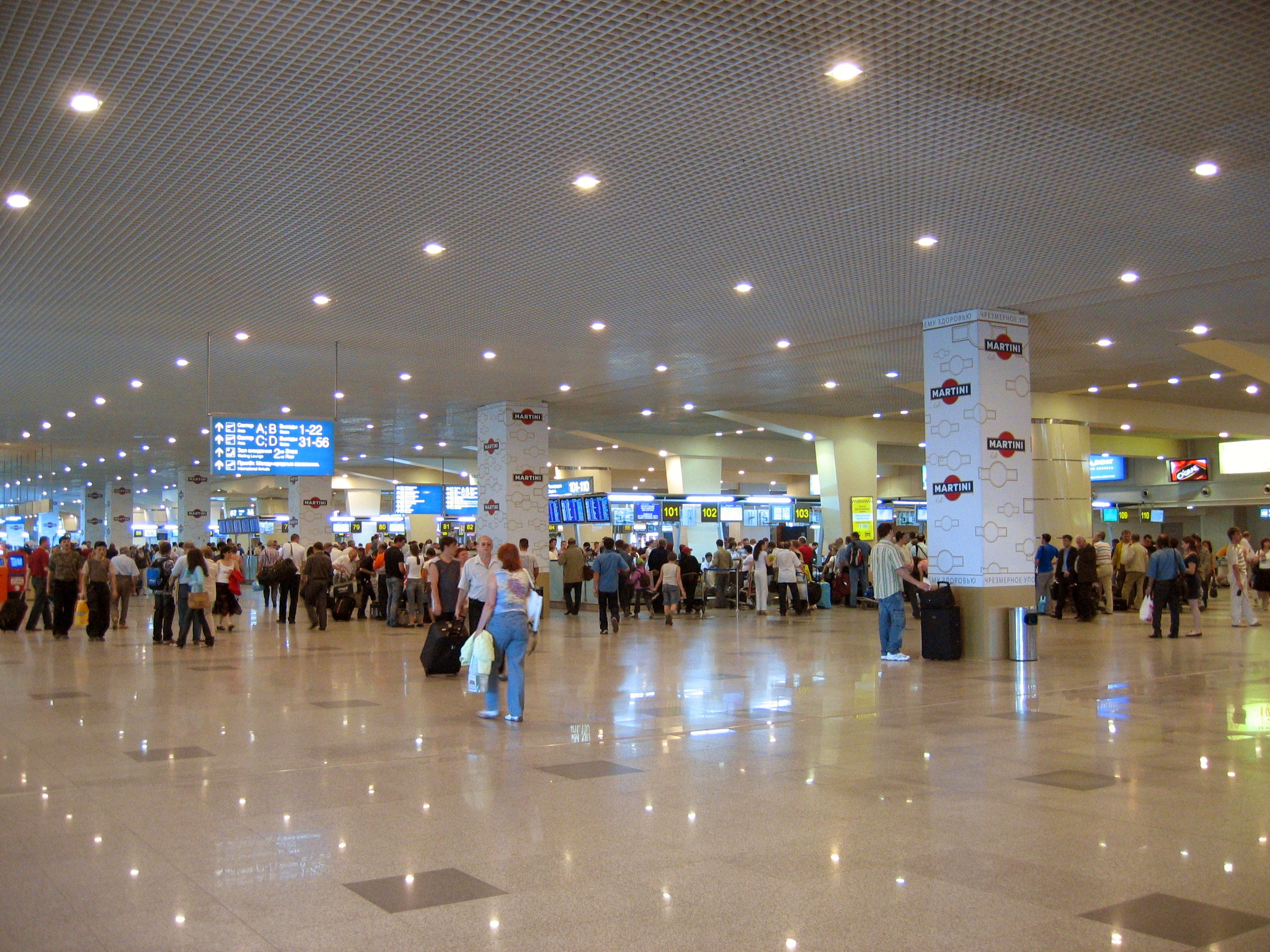
도모데도보 국제공항

2011년 도모데도보 국제공항 테러는 2011년 1월 24일에 러시아 도모데도보 국제공항에서 일어난 자살 테러 사건이다. 16시 32분 체첸 테러 조직원의 자살 테러로 인해 최소 35명이 사망하고 180명이 부상당했다. 유력한 테러 용의자로는 체첸의 무장단체인 카프카스 에미레이트가 지목되었으며, 단체의 수장인 도쿠 우마로프는 이 사건에 대해 자신들의 소행이라고 발표하였다.

## 희생자
도모데도보 국제공항은 러시아의 수도인 모스크바 시에서 남동쪽으로 42km 떨어진 곳에 위치한 국제공항이다. 2010년에만 2천2백만명의 승객이 공항을 이용했으며, 주로 외국인 노동자나 관광객에 의해 이용되고 있었다.
2004년에는 도모데도보 공항에서 이륙하던 두 항공기가 체첸 여성 조직원에 의해 폭파된 사건이 있었으며, 이 사건으로 공항의 경비는 전신 탐지기를 도입하는 것을 비롯, 한층 더 강화되었다.
이 사건이 일어나기 전에도 이미 2010년 3월 29일에 모스크바 지하철에서 체첸 조직원들에 의한 테러가 발생하여 40명 가량이 사망한 적이 있었으며, 2004년에도 체첸 독립주의자들에 의해 베슬란 학교 인질극이 발생했던 적이 있었다.
| 국가                    | 사망자 | 부상자 |
| ----------------------- | ------ | ------ |
| 러시아                  | 15명   | 58명   |
| 타지키스탄              | 1명    | 4명    |
| 독일                    | 1명    | 1명    |
| 영국                    | 1명    | 1명    |
| 우즈베키스탄            | 1명    | 1명    |
| 오스트리아              | 1명    | 없음   |
| 키르키스스탄            | 1명    | 없음   |
| 우크라이나              | 1명    | 없음   |
| 나이지리아              | 없음   | 2명    |
| 슬로바키아              | 없음   | 2명    |
| 프랑스                  | 없음   | 1명    |
| 이탈리아                | 없음   | 1명    |
| 몰도바                  | 없음   | 1명    |
| 세르비아                | 없음   | 1명    |
| 슬로베니아              | 없음   | 1명    |
| 국적확인 불가/신원 미상 | 13명   | 13명   |
| 총합                    | 35명   | 180명  |

## 같이 보기
- 크로쿠스 시티홀 테러